# Иванци (Моравске Топлице)
Иванци (словен. Ivanci, мађ. Zalaivánd) су насељено место у општини Моравске Топлице, Помурска регија, Словенија.

## Историја
До територијалне реорганизације у Словенији били су у саставу старе општине Мурска Собота.

## Становништво
У попису становништва из 2011. године, Иванци су имали 243 становника.
| Број становника према пописима | Број становника према пописима | Број становника према пописима |
| ------------------------------ | ------------------------------ | ------------------------------ |
| 1991                           | 2002                           | 2011                           |
| 289                            | 254                            | 243                            |